# Nurzec-Stacja (gmina)
Pour les articles homonymes, voir Nurzec-Stacja.
La gmina de Nurzec-Stacja est une commune rurale polonaise de la voïvodie de Podlachie et du powiat de Siemiatycze. Elle s'étend sur 214,96 km2 et comptait 4 460 habitants en 2006. Son siège est le village de Nurzec-Stacja qui se situe à environ 16 kilomètres à l'est de Siemiatycze et à 73 kilomètres au sud de Bialystok.

## Villages
La gmina de Nurzec-Stacja comprend les villages et localités d'Anusin, Augustynka, Borysowszczyzna, Chanie, Chursy, Dąbrowa Leśna, Gajówka, Grabarka, Grabarka-Klasztor, Klukowicze, Klukowicze-Kolonia, Litwinowicze, Moszczona Pańska, Nurczyk, Nurczyk-Kolonia, Nurzec, Nurzec-Kisielewo, Nurzec-Kolonia, Nurzec-Stacja, Piszczatka, Siemichocze, Sokóle, Stołbce, Sycze, Szumiłówka, Tartak, Telatycze, Tymianka, Wakułowicze, Werpol, Wólka Nurzecka, Wyczółki, Zabłocie, Zalesie et Żerczyce.

## Gminy voisines
La gmina de Nurzec-Stacja est voisine des gminy de Czeremcha, Mielnik, Milejczyce et Siemiatycze. Elle est aussi voisine de la Biélorussie.